# Kasey Smith
Kasey Smith (født 29. marts 1990) er en irsk sangerinde. Den 28. februar 2014 deltog hun sammen med gruppen Can-linn i Eurosong 2014, den irske forhåndsudvælgelse til Eurovision Song Contest 2014, der fungerede som en specialudgave af tv-programmet The Late Late Show. Her vandt de sammen over fire konkurrenter med nummeret "Heartbeat". Sangen blev fremført ved den anden semifinale den 8. maj 2014, hvor den nåede en 12. plads og dermed ikke gik videre til finalen.
Kasey Smith har en fortid i bandet Wonderland, og hun deltog også i den irske forhåndsudvælgelse i 2013 med nummeret "Kiss Me". Ved denne lejlighed endte hun på en tredjeplads.

## Singler
| Titel                                        | År   | Højeste hitlisteplacering | Album            |
| Titel                                        | År   | IRE                       | Album            |
| -------------------------------------------- | ---- | ------------------------- | ---------------- |
| "Kiss Me"                                    | 2013 | —                         | Non-album single |
| "Heartbeat" (Can-linn featuring Kasey Smith) | 2014 | 39                        | Non-album single |